# Sant Bartomeu de Montferri
Sant Bartomeu és l'església parroquial al cèntric carrer Major del poble de Montferri (Alt Camp) protegida com a bé cultural d'interès local. La parròquia està adscrita a l'arxiprestat de l'Alt Camp de l'arquebisbat de Tarragona. La parròquia té com a esglésies sufragànies la capella de Santa Maria de Vilardida (Vila-rodona) i l'ermita de la Mare de Déu de Montserrat de Montferri.

## Arquitectura
L'església de Sant Bartomeu és de grans dimensions i de planta basilical. El seu interior presenta diversitat d'estils a causa de les successives reformes. Exteriorment l'església presenta dos elements remarcables: la portada de la façana i el campanar. La portada és constituïda per una obertura d'arc escarser resseguida per elements motllurats d'un acurat treball. La imatge de Sant Bartomeu presideix el conjunt des d'una fornícula, d'arc de mig punt, coronada per motllures amb motius florals. A ambdós costats d'aquesta fornícula hi ha dos elements decoratius situats damunt dels brancals, en els quals apareix l'any 1789. El campanar, a la dreta, presenta tres cossos, quadra l'inferior i vuitavats els dos superiors.

## Història
L'església de Sant Bartomeu està documentada des del segle xiii (donació feta per la senyora Guillema de Castellvell el 19 d'abril de 1214). Es va bastir aprofitant les restes d'una construcció anterior, d'inicis del segle xii. La nau esquerra és la part més antiga de l'església. Al segle xii s'atribueix l'arc de ferradura, avui tapat, de la façana sud.
La façana data del segle xviii, concretament de l'any 1789, d'acord amb la inscripció que hi figura. Pocs anys després, el 1797, es va realitzar el campanar. Hi ha una placa commemorativa d'aquest fet a la façana meridional.
Durant la guerra civil es van cremar peces de gran valor artístic.